# Гленн Рі (Ходячі мерці)
Гленн, пізніше розкритий як Гленн Рі (англ. Glenn Rhee) — в телевізійному серіалі, є вигаданим персонажем із серії коміксів «Ходячі мерці», в якій він відомий просто як Гленн. У однойменному телесеріалі його зіграв Стівен Ян, а в однойменній відеогрі озвучив Нік Герман.
В обох медіа-форматах Гленн — молодий рознощик піци з Атланти (хоча в телевізійному серіалі вказано, що він родом із рідного штату Яна, Мічиган), який розлучається зі своєю родиною після спалаху зомбі та приєднується до групи Ріка Граймса тих, хто вижив. Гленн відомий швидким мисленням і винахідливістю, що робить його основним постачальником у групі. Коли група починає пересуватися регіоном у пошуках притулку, Гленн зустрічає Меггі Ґрін, і вони закохуються. Їхні стосунки піддаються численним випробуванням протягом серіалу, оскільки їхня людяність піддається випробуванню перед лицем численних загроз, у тому числі ворожих людей, які вижили, з якими контактує група. Зрештою вони одружуються і народжують дитину, хоча Ніґан убиває Гленна ще до народження дитини.
Персонаж Гленна був визнаний і улюблений фанатами. Виступ Єна був високо оцінений, і багато шанувальників висловили думку, що смерть Гленна стала поворотним моментом у якості шоу.

## Поява
Винахідливий і кмітливий Гленн вибирається з Атланти і наближається до групи тих, хто вижив, на околицях міста. Через його хист до сміття, його часто призначають, щоб прокрастися в місто та знайти припаси. Під час однієї з таких пробіжок він знаходить лідера групи Ріка Граймса і повертає його до групи, возз'єднуючи їх зі своєю общиною. Його використання тактики, подібної до МакГайвера, щоб перехитрити та вбити пішоходів, дозволило йому успішно повернути зброю для Джима, ще одного члена групи. Гленн починає закохуватися в Меггі, але його сором'язливість спочатку не дозволяє йому діяти відповідно до своїх почуттів. Зрештою Меггі розуміє це і протистоїть Гленну щодо його почуттів, і вони починають стосунки. Після того, як батько Меггі Гершель застає його в ліжку з Меггі, Гленн і Гершель коротко сперечаються. Незважаючи на важкий початок, Гершел розуміє, що він не може зупинити свою доньку від бажання бути з Гленном. У той час як Гершел виганяє більшість тих, хто вижив, він приймає рішення Гленна залишитися з Меггі.